# Старостины (Котельничский район)
Старостины — деревня в Котельничском районе Кировской области в составе Котельничского сельского поселения.

## Название
В 1802 году — деревня Белоутовская 2-я, в 1873 году деревня Белоутовская 1-я или Старостины, в 1905 починок Белоустовский 2-й или Старостины, в 1926 деревня Старостины или Белоутовская 2-я.
Настоящее название утвердилось с 1939 года.

## География
Располагается примерно в 1 км от южной окраины райцентра города Котельнич на правом берегу Вятки.

## История
Известна с 1802 года как деревня Белоутовская 2-я с 2 дворами.

## Население
| 2010 |
| ---- |
| 44   |

### Историческая численность населения
В 1873 году отмечено дворов 4 и жителей 46, в 1905 — 9 и 42, в 1926 — 11 и 49, в 1950 — 9 и 27, в 1989 проживало 48 человек.
Постоянное население составляло 41 человек (русские 100 %) в 2002 году, 44 в 2010.

## Инфраструктура
Личное подсобное хозяйство с зоной сельскохозяйственного использования, индивидуальная застройка усадебного типа.

## Транспорт
Деревня доступна автотранспортом.